# (14399) 1990 WN4
A (14399) 1990 WN4 a Naprendszer kisbolygóövében található aszteroida. Eric Walter Elst fedezte fel 1990. november 16-án.

## Kapcsolódó szócikk
- Kisbolygók listája (14001–14500)